# تنظيم التنين
تنظيم التنين ((باللاتينية: Societas Draconistarum)‏، حرفيا "مجتمع التنين") كان نظامًا ملكيًا مخصصاً للملوك ولنخبة مختارة من النبلاء،  أسسه سيجيسموند فون لوكسمبورغ عام 1408، الذي كان آنذاك ملك المجر (حكم 1387-1437) وأصبح فيما بعد امبراطوراً للإمبراطورية الرومانية المقدسة (حكم 1433-1437). تم إنشاؤه وتصميمه بتخطيط مشابه للتنظيمات العسكرية للحروب الصليبية مثل تنظيم فرسان الهيكل، التي كانت مبادئيها الدفاع عن الصليب ومحاربة أعداء المسيحية، وخاصة الدولة العثمانية.
ازدهر النظام خلال النصف الأول من القرن الخامس عشر، خصوصاً في ألمانيا وإيطاليا. بعد وفاة سيجيسموند عام 1437، تراجعت أهميته في أوروبا الغربية. لكنه بعد سقوط القسطنطينية عام 1453، استمر في لعب دور هام في المجر وكرواتيا وألبانيا وصربيا ورومانيا، التي تحملت العبء الأكبر من الغارات العثمانية. أمير والاكيا فلاد الثاني، والد فلاد المخوزق المعروف باسم دراكولا، أخذ اسمه من تنظيم التنين.

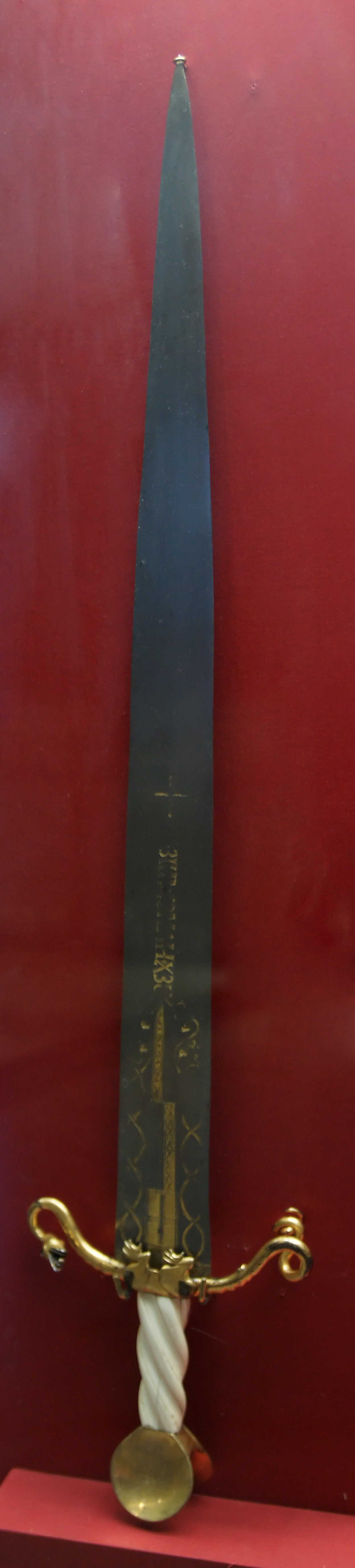
سيف خاص بمناسبات التنظيم الإحتفالية، من عام 1433، معروض في فيينا.

واجه الإمبراطور سيجسموند صراعات شرسة من أجل السلطة مما أدى إلى تأسيس النظام في عام 1408. في عام 1387، تم انتخاب الابن الملكي البوهيمي سيجيسموند ملك لوكسمبورغ ملكًا للمجر وكرواتيا،    وهو لقب كان مستحقًا بشكل رئيسي بسبب زواجه من الملكة ماري من المجر عام 1385. خلال العقد التالي، استمر بحشد الدعم له واستخدم أساليباً قاسية لتعزيز قبضته غير المستقرة على العرش. ضعف حكمه عام 1395 عندما توفت زوجته ماري، التي كانت حاملاً، في حادث أثناء ركوبها الخيل. في عام 1389، قاتل السلطان العثماني مراد الأول لازار، أمير صربيا في معركة كوسوفو بوليي، حيث توفي الزعيمان، مما أدى إلى نتيجة غير مؤكدة للمعركة. بعد ذلك بعامين، استولى العثمانيون على قلعة نيكوبوليس البلغارية.
في عام 1396، أعلن البابا بونيفاس التاسع حملة صليبية ضد العثمانيين، وتم تنظيم حملة لتحرير بلغاريا من الأتراك، وإنقاذ القسطنطينية، ووقف التوسع العثماني. كان سيجيسموند مسؤولاً اسمياً؛ ومع ذلك، في معركة نيكوبوليس عام 1396، قاد الزعيم الفرنسي جون نيفيرز النصف الفرنسي من القوات وتجاهل سيجيسموند وقام بمهاجمة العثمانيين لوحده. توفي حوالي 12000 من الصليبيين وهرب عدد قليل من القادة، بما في ذلك سيغيسموند.
عاد سيغيسموند إلى المجر في عام 1401، وواجه عددًا من الثورات لكنه استعاد السيطرة تدريجيًا وأعاد تثبيت نفسه كملك المجر. تم تحقيق ذلك من خلال التحالف مع حزب لسياسي مع عدد من ملوك أوروبا، مقابل دعمهم العسكري، مما مكنه من محاربة خصومه المحليين.
شن سيغيسموند حملات ضد النبلاء الكرواتيين والتي بلغت ذروتها عام 1408 مع معركة دوبور في أوسورا.  نتيجةً لهذه المعركة، تم ذبح 171 عضوًا من النبلاء البوسنيين. وقام سيغيموند بتأمين اتفاق مع هيرمان الثاني في عام 1408، عندما تزوج سيجيسموند ابنة هيرمان الثاني باربرا فون سيلي (تسمى أيضًا سيلي).

## التأسيس والغرض من التنظيم
في 12 ديسمبر 1408، أسس سيجيسموند وملكته باربارا فون سيلي التنظيم المعروف اليوم باسم تنظيم التنين.  نظامه الأساسي، المكتوب باللاتينية، يطلق عليه المجتمع (societas) ويحمل أعضاؤه الشعار draconis (انظر أدناه)، ولكن لم يتم تحديد اسم له حتى ذلك الوقت.
تشير السجلات المعاصرة إلى التنظيم من خلال مجموعة متنوعة من الأسماء المتشابهة إذا كانت غير رسمية، مثل Gesellschaft mit dem Drachen و Divisa seu Societas Draconica و Societas Draconica seu Draconistarum و Fraternitas Draconum. وقد كانت أنظمة التنظيم شبيهة إلى حد كبير بالنظام الملكي المجري السابق، (تنظيم القديس جورج) Societas militae Sancti Georgii)، الذي أسسه الملك كارول روبرت من أنجو في عام 1318. اعتمد التنظيم سانت جورج كقديس راعي له، والذي تم استخدام هزيمته الأسطورية لتنين كرمز للروح العسكرية والدينية للنظام.
كان الهدف من النظام هو محاربة الدولة العثمانية، والدفاع عن النظام الملكي المجري من الأعداء الأجانب والمحليين، وحماية الكنيسة الكاثوليكية من الزنادقة والوثنيين. وشمل التنظيم أيضًا الأجانب (وغير الكاثوليك)، مثل الحاكم الصربي الأرثوذكسي ستيفان لازاريفيتش وحكام والاكيا مثل دراكولا. 

## الرمز والتحف الأخرى

تصميم تصوري لشعار التنظيم(I) بناءً على القطع الأثرية الموجودة في المتاحف النمساوية.

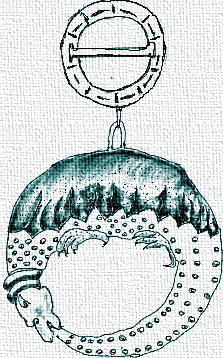
إعادة تصميم الرمز (II) بناءً على الرسومات الموجودة في المتحف النمساوي ؛ الشارة الأصلية مفقودة.

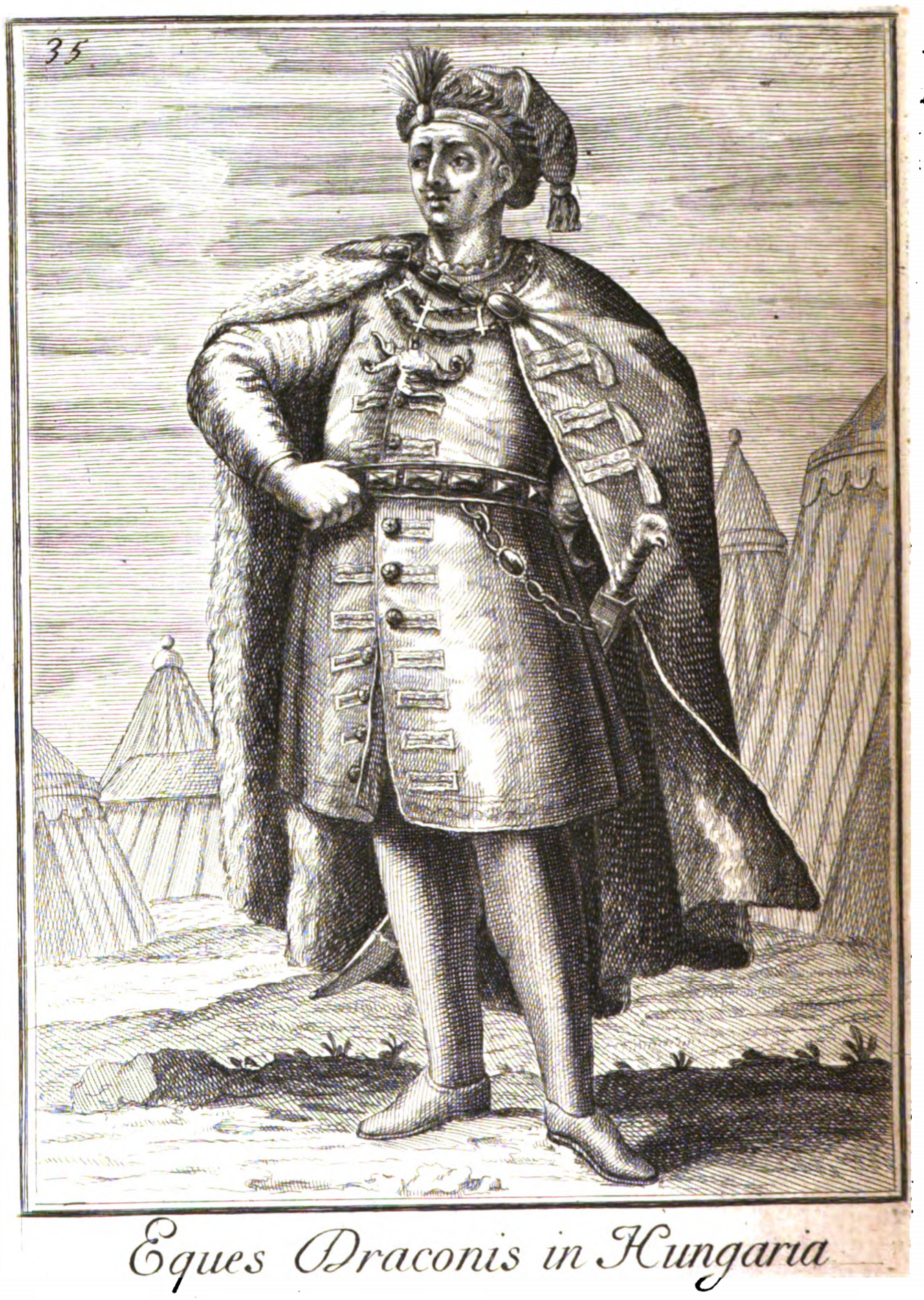
نقش يعود إلى عام 1724

يصف مرسوم عام 1408 شعارين يرتديانهما أعضاء النظام وهما الظاهرين أعلاه:

## العضوية

شعار النبالة إليزابيث باتوري (1560-1614) مستوحى من رمز تنظيم التنين.

أعضاء التنظيم يملكون منزلة عالية وتتم الإشارة لهم كما لو كانوا بارونات (barones، socii في بعض الأحيان). وقد كانوا في الغالب الحلفاء السياسيين والمؤيدين للإمبراطور سيغيسموند، كانت العضوية في البداية محصورة إلى حد كبير على السياسيين مثل ستيفان لازاريفيتش، نيكولاس الثاني غاراي وهيرمان الثاني من سيليي.  بلغ عدد المجموعة الأولى من المجندين في تنظيم سيجيسموند 21 رجلاً،  امتد إلى حوالي 24 في عام 1418.